# Accentro Real Estate
Die Accentro Real Estate AG, von 2006 bis 2015 Estavis AG, ist ein börsennotiertes Immobilienunternehmen mit dem Schwerpunkt auf Wohnimmobilien in Deutschland. Accentros Geschäftstätigkeit besteht dem mieternahen Vertrieb von Wohnungen an private Eigennutzer und Kapitalanleger, dem Verkauf von Immobilienportfolios an institutionelle Investoren, dem Aufbau und der Bewirtschaftung eines eigenen Immobilienbestands sowie dem Angebot von Dienstleistungen im Vertrieb und in der Immobilienverwaltung an Dritte.

## Geschichte
1993 wurde die Immcon Immobilien-Consulting-Jakob GmbH und 2005 die SIAG Schorr Immobilien GmbH & Co. Grundbesitz KG gegründet. Aus ihnen entstand 2006 die Estavis AG, die im April 2007 an die Börse ging.
Im Oktober 2007 übernahm die Estavis AG die B & V Bauträger- und Vertriebsgesellschaft für Immobilien zu 100 Prozent. Im November 2007 wurde die Tochtergesellschaft Estavis Property Management GmbH gegründet. Das Unternehmen intensivierte 2008 neben dem institutionellen Portfoliohandel und dem Verkauf von Eigentumswohnungen an Privatanleger ihre Aktivitäten im Bereich Projektentwicklung.
2011 übernahm die Estavis AG den Bereich Wohnungsprivatisierung der Colonia Real Estate AG mit den beiden Unternehmen Accentro und Colonia Residential Sales. 2012 wurde die Unternehmensstrategie neu ausgerichtet; Schwerpunkte bildeten seither die Geschäftsfelder Aufbau und Bewirtschaftung eines ertragsstarken Bestandes sowie Wohnungsprivatisierung. Die Aktivitäten im Bereich Projektentwicklung wurden aufgegeben.
Im Juni 2014 übernahm das Frankfurter Immobilienunternehmen Adler Real Estate AG mit Sitz in Hamburg die Estavis AG.
Am 5. Januar 2015 erfolgte gemäß einem Beschluss der Hauptversammlung im November 2014 die Umbenennung der Estavis AG in Accentro Real Estate AG.
Im November 2017 übernahm die Holdinggesellschaft Brookline Real Estate S.à.r.l. die Mehrheit an der Accentro Real Estate AG und besitzt heute (Oktober 2021) 83,1 % der Stimmrechte.
Im März 2020 wurde Lars Schriewer Chief Executive Officer (CEO) im Vorstand der Accentro Real Estate, Gordon Geiser wurde zum 10. Februar 2023 zum Vorstandsmitglied und Chief Investment Officer (CIO) des Unternehmens berufen.
Unter der Leitung von Lars Schriewer initiierte im November 2021 die Accentro Real Estate eine langfristige Vermarktungspartnerschaft mit der Immobilien Scout GmbH (ImmoScout24). Die Zusammenarbeit fokussiert sich auf die Identifizierung von Wohnimmobilien für eine gemeinsame Gesamtvermarktung und soll die Sicherheit in frühen Projektstadien steigern. Das Unternehmen will so das Angebot für institutionelle Anbieter, Projektentwickler, Bauträger, Makler und andere Immobilien-Unternehmen, die Teile ihres Portfolios veräußern wollen, stärken. SRC-Analysten zufolge kann durch die strategische Partnerschaft bis Ende 2023 für Accentro ein zusätzliches Geschäftsvolumen von 600 bis 900 Mio. EUR entstehen.
Im Juni 2023 legte Lars Schriewer sein Amt als CEO aus persönlichen Gründen nieder. Infolgedessen wurde General Counsel der Gesellschaft, Jörg Neuß, zum Vorstandsmitglied bestellt und zum Vorsitzenden des Vorstands ernannt.

## Geschäftsmodell
Das Geschäftsmodell gliedert sich in vier Kernbereiche. Die Accentro Real Estate AG erwirbt deutschlandweit Mietwohnungsbestände mit dem Ziel, diese in Eigentumswohnungen umzuwandeln und anschließend an Mieter beziehungsweise Eigennutzer zu verkaufen. Dabei konzentriert sich die Accentro Real Estate auf Wohnungsbestände in Berlin sowie in weiteren Städten wie zum Beispiel Leipzig und Metropolregionen in Nordrhein-Westfalen, Bayern und mehreren ostdeutschen Bundesländern. Des Weiteren verkauft die Accentro Real Estate AG auch Immobilienportfolios an institutionelle Investoren. Zusätzlich betätigt sich die Accentro Real Estate seit 2018 im Wohnungsneubau und kooperiert dafür mit Projektentwicklern. Der vierte Bereich des Kerngeschäfts ist das Angebot von Dienstleistungen an Dritte, insbesondere im Vertrieb und in der Immobilienverwaltung.
Seit 2008 gibt die Accentro GmbH beziehungsweise seit 2016 die Accentro Real Estate AG den Accentro Wohneigentumsreport heraus. Der Bericht informiert jährlich über die Wohneigentumstransaktionen in allen 81 deutschen Großstädten. Ebenfalls seit 2016 veröffentlicht Accentro den jährlichen Accentro Wohnkostenreport, für den die Wohnkosten von Mietern und selbstnutzenden Wohnungseigentümern in allen 401 Landkreisen und kreisfreien Städten ausgewertet werden. Dabei werden sowohl der Accentro Wohneigentumsreport als auch der Wohnkostenreport in Zusammenarbeit mit dem Institut der deutschen Wirtschaft (IW) Köln veröffentlicht.
Das Institut der deutschen Wirtschaft (IW) Köln konnte gemeinsam mit Accentro in der Wohnkostenreport-Studie für das Jahr 2022 aufzeigen, dass Wohnungseigentum weiterhin eine hohe Wertschätzung und damit auch Wertsteigerung erfährt. Trotz steigender Immobilienpreise und Zinsen, schaffe Accentro so durch Konversion von Mietwohnungen in Eigentumswohnungen insbesondere für Selbstnutzer langfristig Kostenvorteile.

## Konzernstruktur
Die Accentro AG ist das Mutterunternehmen des Accentro-Konzerns. Sie tritt als operativ tätige Holding in mehreren konsolidierten Objektgesellschaften auf. Darunter befinden sich mehrere Gesellschaften, in denen Wohnungsbestände konzentriert sind und mit der Accentro GmbH eine Gesellschaft, die sich auf die Wohnungsprivatisierung fokussiert. Innerhalb dieser Gesellschaften übernimmt die Accentro AG die Aufgaben der Unternehmenssteuerung, Finanzierung und Administration. Ferner sind in der Accentro AG Bereiche wie Recht, Bilanzbuchhaltung, Controlling, Risikomanagement, Finanzierung, Einkauf, Vertrieb, Marketing und Projektmanagement untergebracht. Darüber hinaus hält die Accentro AG Beteiligungen an Projektentwicklungsgesellschaften, die alle strategischer Natur sind und somit nicht als Tochterunternehmen gelten. 2021 wurde die COMMIT Service GmbH als 100%ige Tochtergesellschaft der Accentro Real Estate AG gegründet, deren Aufgabe die Entwicklung, der Aufbau und der Betrieb der Online-Plattform PropRate im Bereich Immobiliendienstleistungen ist.

## Finanzen
| Jahr | Umsatz in Mio. EUR | EBIT in Mio. EUR |
| ---- | ------------------ | ---------------- |
| 2016 | 125,1              | 33,9             |
| 2017 | 147,3              | 36,4             |
| 2018 | 163,2              | 32,9             |
| 2019 | 143,3              | 39,8             |
| 2020 | 125,2              | 34,8             |
| 2021 | 192,7              | 45,1             |
| 2022 | 165,2              | 8,5              |

## Kritik
Das Geschäftsmodell der Accentro Real Estate AG steht insbesondere in Berlin in der Kritik. Dem Konzern wird u. a. die Spekulation mit Wohnraum, hoher Wohnungsleerstand und aggressives Verhalten gegenüber den Mietern vorgeworfen. Mieter aus betroffenen Häusern befürchten ihre Verdrängung und haben sich zu einem Netzwerk zusammengeschlossen. Reinhart Bünger schreibt, dass die Accentro Real Estate AG vor allem aus ideologischen Gründen angefeindet wird. Bei einer historischen Berliner Wohnanlage, bei der dem Unternehmen Wohnungsleerstand vorgeworfen worden war, stellte sich im August 2020 heraus, dass mehrere Wohnungen bereits Jahre vor dem Kauf durch Accentro in unbewohnbarem Zustand mit fehlenden Decken, Wänden und Badezimmern waren. Accentro gab an, die Wohnungen jedoch zu sanieren. und dafür denkmalschutzrechtliche Genehmigungen zu haben. Bereits im Oktober 2021 teilte das Unternehmen mit, dass es rund die Hälfte der sanierten Wohnungen verkauft habe.